# Glenn Davis (atleet)
Glenn Ashby Davis (Wellsburg, 12 september 1934 – Barberton, 28 januari 2009) was een Amerikaanse atleet, die gespecialiseerd was in het hordelopen. 
Davis liep in april 1956 zijn eerste 400 m horden. Tijdens de olympische trials liep hij een wereldrecord van 49,5 s. Hiermee doorbrak hij als eerste de 50 secondengrens. Tijdens de Olympische Zomerspelen van 1956 won Davis de gouden medaille, tijdens de Olympische Zomerspelen 1960 prolongeerde hij zijn titel en won hij bovendien met de 4 x 400 meter estafetteploeg de gouden medaille. Na afloop van de spelen werd David professioneel Americanfootballspeler.

## Palmares

### 400 m horden
- 1956:  OS - 50,1 s OR
- 1960:  OS - 49,3 s OR

### 4 x 400 m estafette
- 1960:  OS - 3.02,2 s WR

## Onderscheidingen
- IAAF Hall of Fame - 2014

1900: John Tewksbury ·
1904: Harry Hillman ·
1908: Charles Bacon ·
1920: Frank Loomis ·
1924: Morgan Taylor ·
1928: David Burghley ·
1932: Bob Tisdall ·
1936: Glenn Hardin ·
1948: Roy Cochran ·
1952: Charles Moore ·
1956: Glenn Davis ·
1960: Glenn Davis ·
1964: Rex Cawley ·
1968: David Hemery ·
1972: John Akii-Bua ·
1976: Edwin Moses ·
1980: Volker Beck ·
1984: Edwin Moses ·
1988: André Phillips ·
1992: Kevin Young ·
1996: Derrick Adkins ·
2000: Angelo Taylor ·
2004: Félix Sánchez ·
2008: Angelo Taylor ·
2012: Félix Sánchez ·
2016: Kerron Clement ·
2020: Karsten Warholm ·
2024: Rai Benjamin
1912: Sheppard, Lindberg, Meredith, Reidpath ·
1920: Griffiths, Lindsay, Ainsworth-Davis, Butler ·
1924: Cochran, Helffrich, MacDonald, Stevenson ·
1928: Baird, Alderman, Spencer, Barbuti ·
1932: Fuqua, Ablowich, Warner, Carr ·
1936: Wolff, Rampling, Roberts, Brown ·
1948: Harnden, Bourland, Cochran, Whitfield ·
1952: Wint, Laing, McKenley, Rhoden ·
1956: Jenkins, Jones, Mashburn, Courtney ·
1960: Yerman, Young, G. Davis, O. Davis ·
1964: Cassell, Larrabee, Williams, Carr ·
1968: Matthews, Freeman, James, Evans ·
1972: Asati, Nyamau, Ouko, Sang ·
1976: Frazier, Brown, Newhouse, Parks ·
1980: Valiulis, Linge, Tsjernetski, Markin ·
1984: Nix, Armstead, Babers, McKay ·
1988: Everett, Lewis, Robinzine, Reynolds ·
1992: Valmon, Watts, Johnson, Lewis ·
1996: Harrison, Smith, Mills, Maybank ·
2000: Bada, Chukwu, Monye, Udo-Obong  ·
2004: Harris, Brew, Wariner, Williamson ·
2008: Merritt, Taylor, Neville, Wariner ·
2012: Brown, Pinder, Mathieu, Miller ·
2016: Hall, McQuay, Roberts, Merritt ·
2020: Cherry, Norman, Deadmon, Benjamin ·
2024: Bailey, Norwood, Deadmon, Benjamin